# Johan Wilhelm Blanken
Johan Wilhelm Blanken (* 27. Juni 1806 in Emden, Königreich Preußen, heute: Niedersachsen; † 25. Juni 1880 in Bloemendaal, Provinz Noord-Holland) war ein deutsch-niederländischer Artillerieoffizier und liberaler Politiker, der zwischen 1862 und 1866 Kriegsminister im Kabinett Thorbecke II und im Kabinett Fransen van de Putte war.

## Leben

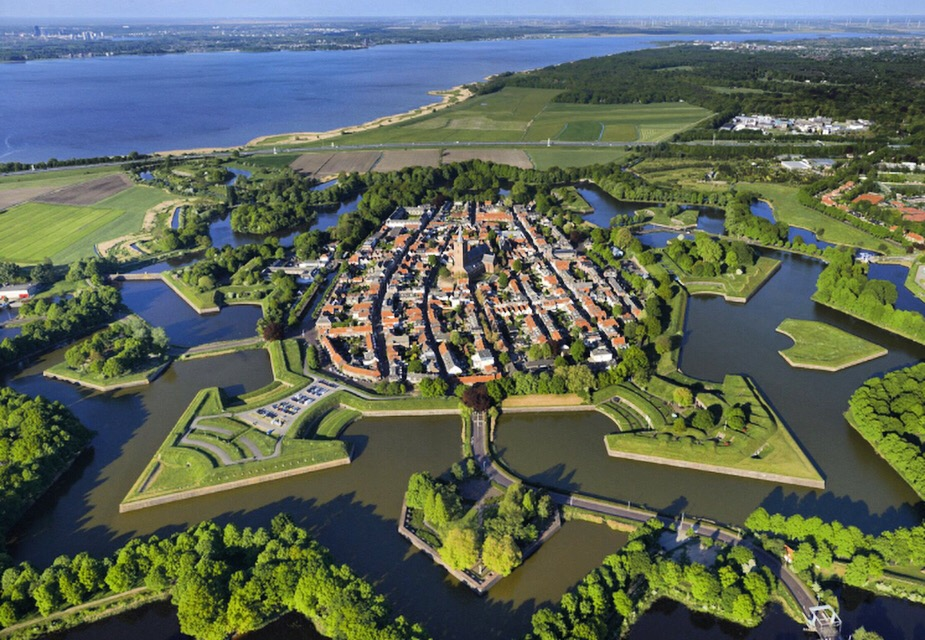
Oberstleutnant Blanken war von 1860 bis 1861 Kommandeur des 2. Festungsartillerie-Regiments in der Festung Naarden.

Johan Wilhelm Blanken war ein aus Ostfriesland stammender Artillerieoffizier und kam während der Belgischen Revolution zwischen dem 2. und 12. August 1831 im Zehn-Tages-Feldzug (Tiendaagse Veldtocht) zum Einsatz. Er wurde am 19. Januar 1852 als niederländischer Staatsbürger eingebürgert und diente zwischen dem 16. Mai 1857 und dem 1. März 1859 als Major (Majoor) im 2. Feldartillerie-Regiment in Leiden. Nach seiner Beförderung zum Oberstleutnant (Luitenant-kolonel) der Artillerie fand er vom 1. März 1859 bis zum 16. August 1861 Verwendung als Stabsoffizier im Feldartillerie-Regiment in Amersfoort und war daraufhin zwischen dem 16. August 1860 und dem 1. Februar 1861 Kommandeur des 2. Festungsartillerie-Regiments in Naarden. Nachdem er zum Oberst (Kolonel) der Artillerie befördert worden war, fungierte er vom 1. Februar 1861 bis 1. Februar 1862 als Direktor der Stapel- und Baulager der Artillerie.
Am 1. Februar 1862 wurde Blanken als Kriegsminister (Minister van Oorlog) in das Kabinett Thorbecke II berufen und bekleidete dieses Ministeramt vom 10. Februar bis zum 1. Juni 1866 auch im darauf folgenden Kabinett Fransen van de Putte. Am 1. März 1863 wurde er zum Generalmajor (Generaal-majoor) der Artillerie befördert.
Während seiner Amtszeit fand der Deutsch-Dänische Krieg (1. Februar bis 30. Oktober 1864) statt und auch der aufkommende Deutsche Krieg (14. Juni bis 23. August 1866) zwischen Preußen und Österreich, verstärkten die Bedenken hinsichtlich der Verteidigung des Territoriums. Allerdings konnte er als Minister wenig dazu beitragen, den schlechten Zustand der niederländischen Verteidigung zu verbessern. Nach dem Tode von Willem Johan Cornelis Huyssen van Kattendijke fungierte er des Weiteren vom 6. Februar bis zum 1. Juni 1866 als kommissarischer Marineminister (Minister van Marine ad interim). Er fungierte ferner zwischen dem 24. Januar 1866 und dem 25. Juni 1880 als Adjutant im außerordentlichen Dienst von König Wilhelm III. und wurde am 8. Dezember 1866 zum Generalleutnant (Luitenant-generaal) befördert. Außerdem wurde er 1872 Mitglied des Kapitels des Militär-Wilhelms-Ordens. Einer seiner Söhne war mit einer Tochter des konservativen Politikers Willem Johan Lucas Grobbée verheiratet, der unter anderem zwischen 1883 und 1885 Finanzminister war.